# Liste der japanischen Botschafter in der Türkei
Liste der Leiter der japanischen Auslandsvertretung in Ankara

## Botschafter
| Ernennung/Akkreditierung | Name                | Bemerkungen                             | ernannt während der Regierung von | akkreditiert während der Regierung von | Posten verlassen |
| ------------------------ | ------------------- | --------------------------------------- | --------------------------------- | -------------------------------------- | ---------------- |
| Apr. 1921                | Uchida Sadatsuchi   | Geschäftsträger                         | Takahashi Korekiyo                | Fevzi Çakmak                           |                  |
| Jan. 1923                | Uchida Sadatsuchi   | Botschafter                             | Yamamoto Gonnohyōe                | Ali Fethi Bey                          |                  |
| Juli 1923                | Kasama Akio         | Geschäftsträger                         | Yamamoto Gonnohyōe                | Ali Fethi Bey                          |                  |
| Jan. 1925                | Hanaoka Shirō       | Gesandter                               | Kiyoura Keigo                     | Ali Fethi Bey                          |                  |
| März 1925                |                     | Botschaftsgebäude eröffnet              | Kiyoura Keigo}                    | Ali Fethi Bey                          |                  |
| März 1925                | Hanaoka Shirō       | Geschäftsträger                         | Kiyoura Keigo                     | Ali Fethi Bey                          |                  |
| Nov. 1925                | Obata Yūkichi       | Botschafter                             | Kiyoura Keigo                     | Ali Fethi Bey                          |                  |
| Okt. 1928                | Ashida Hitoshi      | Geschäftsträger                         | Tanaka Giichi                     | Ali Fethi Bey                          |                  |
| Nov. 1929                | Nihei Hyōji         | Gesandter                               | Hamaguchi Osachi                  | Ali Fethi Bey                          |                  |
| Apr. 1930                | Yoshida Isaburō     | Botschafter                             | Hamaguchi Osachi                  | Ali Fethi Bey                          |                  |
| Jan. 1932                | Murakami Yoshiatsu  | Geschäftsträger                         | Saitō Makoto                      | Ali Fethi Bey                          |                  |
| Dez. 1932                | Yoshida Isaburō     | Botschafter                             | Saitō Makoto                      | Ali Fethi Bey                          |                  |
| Sep. 1933                | Mushanokōji Kintomo |                                         | Saitō Makoto                      | Ali Fethi Bey                          |                  |
| März 1935                | Tokugawa Iemasa     |                                         | Okada Keisuke                     | Ali Fethi Bey                          |                  |
| Feb. 1937                | Taketomi Toshihiko  |                                         | Hayashi Senjūrō                   | Celâl Bayar                            |                  |
| Okt. 1940                | Kurihara Shō        |                                         | Yonai Mitsumasa                   | Refik Saydam                           |                  |
| 31. Jan. 1946            |                     | Abberufung der japanischen Diplomaten   | Yoshida Shigeru                   | Recep Peker                            |                  |
| 16. März 1953            |                     | Aufnahme der diplomatischen Beziehungen | Yoshida Shigeru                   | Adnan Menderes                         |                  |
| Mai 1953                 | Kamimura Shin’ichi  | Botschafter                             | Yoshida Shigeru                   | Adnan Menderes                         |                  |
| Juni 1957                | Shiroji Yūki        |                                         | Kishi Nobusuke                    | Adnan Menderes                         |                  |
| Apr. 1959                | Takajiro Inoue      |                                         | Kishi Nobusuke                    | Adnan Menderes                         |                  |
| Dez. 1962                | Akira Miyazaki      |                                         | Ikeda Hayato                      | Ismet Inönü                            |                  |
| Jan. 1968                | Tanaka Mitsuo       |                                         | Satō Eisaku                       | Suad Hayri Ürgüplü                     |                  |
| Dez. 1970                | Suyama Tatsuo       |                                         | Satō Eisaku                       | Suad Hayri Ürgüplü                     |                  |
| Mai 1973                 | Hirose Tatsuo       |                                         | Tanaka Kakuei                     | Mehmet Naim Talu                       |                  |
| Sep. 1976                | Nikai Shigeto       |                                         | Fukuda Takeo                      | Süleyman Demirel                       |                  |
| Feb. 1980                | Nishimiya Nobuyasu  |                                         | Suzuki Zenkō                      | Bülent Ulusu                           |                  |
| Nov. 1982                | Shugihara Shin’ichi |                                         | Nakasone Yasuhiro                 | Bülent Ulusu                           |                  |
| Aug. 1986                | Wachi Kazuo         |                                         | Nakasone Yasuhiro                 | Turgut Özal                            |                  |
| Apr. 1989                | Sengoku Takashi     |                                         | Kaifu Toshiki                     | Yildirim Akbulut                       |                  |
| Nov. 1991                | Yamaguchi Yōichi    |                                         | Miyazawa Kiichi                   | Mesut Yılmaz                           |                  |
| März 1994                | Togō Takehiro       |                                         | Murayama Tomiichi                 | Tansu Çiller                           |                  |
| Aug. 1996                | Tōyama Atsuko       |                                         | Hashimoto Ryūtarō                 | Necmettin Erbakan                      |                  |
| Okt. 1999                | Tekenaka Shigeo     |                                         | Obuchi Keizō                      | Bülent Ecevit                          |                  |
| Aug. 2003                | Abe Tomoyuki        |                                         | Koizumi Jun’ichiro                | Recep Tayyip Erdoğan                   |                  |
| Nov. 2007                | Tanaka Nobuaki      |                                         | Fukuda Yasuo                      | Recep Tayyip Erdoğan                   |                  |
| März 2011                | Araki Kiyoshi       | (* 24. Juni 1949)                       | Kan Naoto                         | Recep Tayyip Erdoğan                   |                  |